# Anna Bozsik
Anna Bozsik (* 31. Oktober 1965 in Miskolc) ist eine frühere ungarische Biathletin und Skilangläuferin, die dreimal an Olympischen Winterspielen teilnahm.
Anna Bozsik arbeitet als Lehrerin. Sie betrieb seit 1992 Biathlon und startete für Zold Gomb und Budapesti Közlekedési Vállalat Előre Sport Club. 1992 nahm sie in Albertville erstmals an Olympischen Spielen teil. Im Biathlon wurde sie 66. im Einzel und 67. im Sprint. Hinzu kamen im Skilanglauf die Ränge 59 über 5 Kilometer, 48 über 15 Kilometer und 54 im Verfolgungsrennen. 1993 nahm sie in Borowez erstmals an Biathlon-Weltmeisterschaften teil und wurde mit Brigitta Bereczki, Maria Vadas und Beatrix Holéczy 14. im Staffelrennen. Im Jahr darauf trat Bozsik in Lillehammer bei ihren zweiten Olympischen Spielen an. Im Sprint erreichte sie mit Rang 46 ihr bestes Olympiaresultat und erreichte im Staffelrennen mit Bereczki, Éva Szemcsák und Holéczy den 17. Platz. Nächstes Großereignis waren die Biathlon-Weltmeisterschaften 1995 in Antholz, wo sie 77. im Einzel und 66. des Sprintrennens wurde und mit der Staffel auf den 18. Rang lief. 1996 wurde der Staffelwettkampf in Ruhpolding mit einem 16. Platz das einzige Rennen. 1997 erreichte sie in Ruhpolding mit einem 41. Platz im Einzel ihr bestes Karriereergebnis in einem Biathlon-Weltcup-Rennen. An ihrer letzten WM nahm Bozsik 1997 in Osrblie teil. Die Ungarin erreichte die Ränge 60 im Einzel und 79 im Sprint. Letztes Großereignis wurden die Olympischen Winterspiele 1998 in Nagano, wo Bozsik 57. im Einzel wurde.

## Biathlon-Weltcup-Platzierungen
Die Tabelle zeigt alle Platzierungen (je nach Austragungsjahr einschließlich Olympische Spiele und Weltmeisterschaften).
- 1.–3. Platz: Anzahl der Podiumsplatzierungen
- Top 10: Anzahl der Platzierungen unter den ersten zehn (einschließlich Podium)
- Punkteränge: Anzahl der Platzierungen innerhalb der Punkteränge (einschließlich Podium und Top 10)
- Starts: Anzahl gelaufener Rennen in der jeweiligen Disziplin

| Platzierung                           | Einzel | Sprint | Verfolgung | Massenstart | Team | Staffel | Gesamt |
| ------------------------------------- | ------ | ------ | ---------- | ----------- | ---- | ------- | ------ |
| 1. Platz                              |        |        |            |             |      |         |        |
| 2. Platz                              |        |        |            |             |      |         |        |
| 3. Platz                              |        |        |            |             |      |         |        |
| Top 10                                |        |        |            |             |      |         |        |
| Punkteränge                           |        |        |            |             | 2    |         | 2      |
| Starts                                | 18     | 24     |            |             | 2    | 4       | 48     |
| Stand: Daten eventuell nicht komplett |        |        |            |             |      |         |        |